# Rue des Alouettes (émission de télévision)
 (juin 2020).
Si vous disposez d'ouvrages ou d'articles de référence ou si vous connaissez des sites web de qualité traitant du thème abordé ici, merci de compléter l'article en donnant les références utiles à sa vérifiabilité et en les liant à la section « Notes et références ».
Rue des Alouettes est une émission de télévision française pour la jeunesse diffusée en direct, chaque mercredi, de 15h à 17h30 sur la première chaîne de l'ORTF de décembre 1972 à juin 1973, en noir et blanc.

## Histoire
Cette émission préfigurait Les mercredis de la jeunesse (présentée par Christine Lebail et Dorothée) qui reprendra quelques idées.
Il s'agit de la première émission jeunesse diffusée le mercredi. En effet, à partir de 1972, le jour de congé scolaire est le mercredi et non plus le jeudi.
Le titre de l'émission faisant référence au nom de la rue des studios de la Butte Chaumont.
Le chanteur Samsong (Billy Nencioli) avait une rubrique dans laquelle il interprétait des chansons pour les enfants et lisait le courrier des enfants et de leurs parents.

## Dessins Animés
Le Roi Léo